# حلبوب
الحُلْبُوب أو الهِرمسية أو عصا هرمس أو عشبة الزنبق جنس نباتي ينتمي إلى الفصيلة اللبنية.

## وصف النبتة
هذه العشبة سنوية تنمو إلى علو 30 سم اوراقها رفيعة، ازهارهاّ صفراء تميل إلى الخضار ولها سوق زاوية وهي نبتة ذكرية وانثوية يضم 8-10 أنواع معظمها من النباتات العشبية، والعصير منه يذيب الثآليل 

## وقت التزهير
تزهر في بداية فصل الصيف.

## الفوائد الطبيعة
1-تفتق الشهية
2-يطهر الامزجة المصلية وغيرها
3-حقنة شرجية
4-ينصح الاستعمال به لليرقان الاصفر

## الاستعمال الحديث
1-مسهل للبول
2-تؤكل أوراقه بعد غليها في بعض مناطق أوروبا

## من أنواعهالواطنةفيالوطن العربي
- الحُلْبُوب الإهليلجي (باللاتينية: Mercurialis elliptica) في المغرب العربي وإسبانيا والبرتغال
- الحُلْبُوب البيضوي (باللاتينية: Mercurialis ovata) في بلاد الشام وتركيا وشرق أوروبا
- الحُلْبُوب الحولي (باللاتينية: Mercurialis annua) في مناطق الوطن العربي المتوسطية وأوروبا
- الحُلْبُوب الريفرشوي (باللاتينية: Mercurialis reverchonii) في المغرب العربي

## من أنواعه الأخرى
- الحُلْبُوب الزغبي (باللاتينية: Mercurialis tomentosa)
- الحُلْبُوب المُعَمِّر (باللاتينية: Mercurialis perennis)
- الحُلْبُوب الملتبس (باللاتينية: Mercurialis ambigua)
- الحُلْبُوب الهويتي (باللاتينية: Mercurialis huetii) نسبة إلى هويتي في إسبانيا